# 橋詰壽人
橋詰 壽人（はしづめ としひと、1946年（昭和21年）7月4日 - ）は、日本の政治家、元高知県南国市長（3期）。

## 来歴
高知県出身。国士舘大学体育学部卒。卒業後は南国市役所に勤務し、企画課長、副市長などを務め、2007年の市長選挙に立候補し、初当選した。1期目は財政の立て直しのほか、子ども医療費無料化の拡大などに力を入れ、2011年の市長選でも元市議を破り、再選。2015年は無投票で三選。しかし、2017年に健康上の理由で市長を辞職した。
2023年11月3日、秋の叙勲で旭日双光章を受章。